# 쇼 TV
쇼 TV(Show TV)는 터키의 텔레비전 채널이다.